# Mark I (tanque de guerra)
Os tanques Mark I a Mark V, fazem parte de uma família de veículos que, a partir do final da Primeira Guerra Mundial viria a revolucionar a guerra, e em determinadas condições ter influência decisiva nas batalhas terrestres.
A utilização dos Mark I, ainda bastante rudimentares, representou uma reviravolta nas técnicas de guerra. Passou-se da estagnação das trincheiras — das quais era demasiado perigoso sair — para os ataques permanentes, com os militares protegidos no interior dos tanques.

## Antecedência
Em 1914, quando a Primeira Guerra Mundial teve seu inicio, ela rapidamente evoluiu de uma guerra de movimento para um confronto estacionário, baseados em extensas linhas de fortificações, praticamente impermeáveis ao avanço da infantaria.
As tácticas utilizadas, correspondiam às utilizadas durante as guerras napoleônicas, com uma preparação de artilharia destinada a destruir as linhas inimigas, e depois com um avanço da infantaria para aproveitar a desorganização gerada pelo bombardeamento. No entanto, na guerra de 1914–1918, essa táctica falhou quando os desenvolvimentos das armas modernas e dos materiais de construção tornaram aquelas táticas obsoletas.
Muitas das construções defensivas alemãs utilizaram o concreto armado para reforçar os abrigos contra a preparação de artilharia, e as novas armas, especialmente a metralhadora, colocadas em ninhos estrategicamente posicionados, permitiam resistir ao bombardeamento de artilharia e, posteriormente, ceifar o avanço da infantaria inimiga com facilidade. Criou-se assim um impasse. Os blindados existentes na época baseavam-se em veículos sobre rodas, os quais não tinham possibilidade de atravessar os enlameados terrenos do norte de França e muito menos as trincheiras.

## História
Inicialmente, o segundo veículo foi conhecido como This thing (“esta coisa” em inglês) e foi apresentado em 6 de setembro de 1915, quando ainda não havia sido nomeado.
Como o veículo inicialmente não tinha cobertura superior e parecia um tanque d’água, o nome utilizado acabou por ser o de tanque, nome que acabou por se tornar sinónimo de carro de combate blindado armado. Posteriormente foi-lhe dado o nome de Mother (“Mãe” em inglês). Esta primeira solução baseava-se num trator agrícola, ao qual tinha sido acrescentada blindagem lateral, e que se destinava a transportar infantaria. Porém, esse veículo não era suficientemente longo para atravessar as trincheiras, o que o levou a ser abandonado. O modelo para esta classe de tanques que se estabeleceria a partir de 1916, seria o de formato rombóide, cuja configuração das lagartas lhe permitia atravessar as trincheiras.

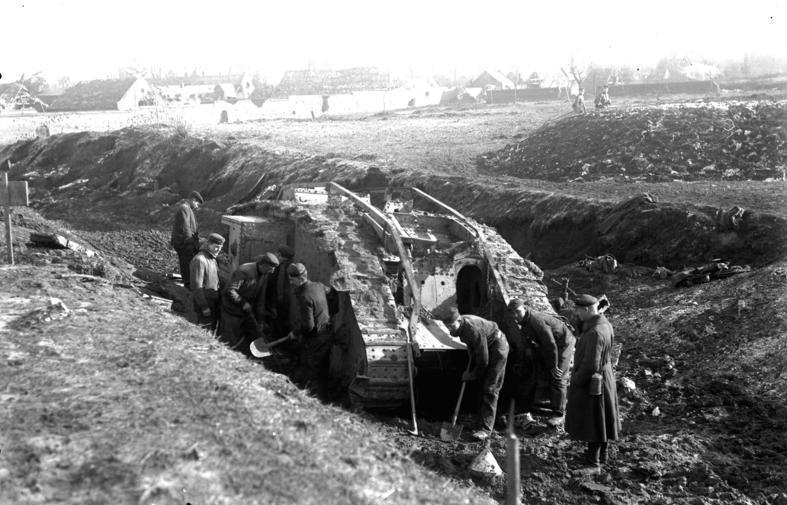
Soldados alemães retirando o excesso de lama de um Mark IV capturado na 1ª batalha de Cambrai, Nov. 1917

Tendo os segundos modelos a partir do Mark I obtido um desempenho pobre no campo de batalha, a versão definitiva desta "família de tanques", só se estabeleceria em fins de 1917, com o modelo Mark I, que junto com a tanqueta ou tanque leve francês Renault FT-17, se constituiriam nos veículos blindados mais eficientes e portanto mais produzidos durante a I Guerra, se tornando assim, os modelos que teriam peso decisivo nas ofensivas finais dos aliados, na segunda metade de 1915.
Uma curiosidade é que, devido a isto, o Mark IV foi (ao lado do tanque leve francês) o modelo mais utilizado também pelos alemães, que referente à inovação dos carros blindados no campo de batalha, se restringiram à limitadamente se utilizar de modelos de tanques aliados que conseguiam capturar em relativo bom estado, sem no entanto procurar desenvolver táticas específicas para utilização dos mesmos, uma vez que também investiram na produção de apenas 20 tanques (pesados) com tecnologia própria durante aquele conflito.

### Maleefemale
A exemplo de outros blindados da I Guerra, desde o Mark I ao Mark V foram fabricados em duas derivações: o Male (“macho” em inglês) era equipado com dois canhões de 57mm instalados nas laterais do veículo, um de cada lado para anular ninhos de metralhadoras e casamatas, e o Female (“fêmea” em inglês), equipado apenas com metralhadoras que eram utilizados na sequência do avanço dos modelos "macho", como apoio à infantaria.